# Angus Sampson
Angus Sampson, né Angus Murray Lincoln Sampson le 12 février 1979 à Sydney, est un acteur, producteur, réalisateur et scénariste australien.

## Biographie
Angus a étudié dans l'internat Trinity Grammar School à Melbourne.

## Filmographie

### Cinéma
Acteur
- 1998 : Dags de Murray Fahey
- 2003 : Nuits de terreur (Darkness Falls) de Jonathan Liebesman : Ray
- 2003 : Fat Pizza de Paul Fenech : Junky
- 2003 : Razor Eaters de Shannon Young : Syksey
- 2005 : You and Your Stupid Mate de Marc Gracie : Jeffrey
- 2006 : Kokoda, le 39e bataillon de Alister Grierson
- 2006 : Footy Legends de Khoa Do : Lloydy
- 2007 : Les rats et les chats de Tony Rogers : Voleur
- 2009 : Max et les Maximonstres de Spike Jonze : Taureau (voix)
- 2010 : Summer Coda de Richard Gray : Franky
- 2010 : I Love You Too de Daina Reid : Thug
- 2010 : Insidious de James Wan : Tucker
- 2010 : Le Royaume de Ga'hoole de Zack Snyder : Balli (voix)
- 2012 : 100 bloody acres de Cameron Cairnes et Colin Cairnes
- 2013 : Blinder de Richard Gray : Franky
- 2013 : Insidious : Chapitre 2 de James Wan : Tucker
- 2014 : The Mule de Tony Mahony et lui-même : Ray Jenkins
- 2015 : Now Add Honey de Wayne Hope
- 2015 : Mad Max: Fury Road de George Miller : Organic Mechanic
- 2015 : Insidious : Chapitre 3 de Leigh Whannell : Tucker
- 2018 : La Malédiction  Winchester (Winchester: The House that Ghosts Built) de Michael et Peter Spierig : John Hansen
- 2018 : Insidious : La Dernière Clé d'Adam Robitel : Tucker
- 2018 : Benji : Titus Weld
- 2021 : Mortal Kombat de Simon McQuaid : Goro (voix)
- 2023 : Une équipe de rêve (Next Goal Wins) de Taika Waititi
- 2024 : Furiosa : Une saga Mad Max (Furiosa: A Mad Max Saga) de George Miller : Organic Mechanic
- 2025 : Deep Water de Renny Harlin

Courts-métrages
- 1999 : Smile & Wave de Tony Mahony : Ray
- 2003 : The Referees de Katrina Mathers : Stevo
- 2007 : Feeling_Lonely? de Rachael Turk : Rob

### Télévision
- 2001 - 2002 : Blue Heelers : Tony Costa / Glenn Rossiter (2 épisodes)
- 2002 : Short Cuts : DJ (1 épisode)
- 2003 : Stingers : Ali (1 épisode)
- 2004 - 2005 : Nos vies secrètes : Tyron (2 épisodes)
- 2015 : Fargo : Bear Gerhardt (9 épisodes)
- 2018 : Nightflyers : Rowan, xéno-biologiste
- 2019 : The Walking Dead : Ozzy (2 épisodes)
- 2022 : La Défense Lincoln (The Lincoln Lawyer) : Dennis « Cisco » Wojciechowski, ami de Mickey, compagnon de Lorna et enquêteur de référence
- 2022 : Our Flag Means Death : le roi George (1 épisode)